# Huệ Thành
Huệ Thành (chữ Hán giản thể: 惠城区, âm Hán Việt: Huệ Thành khu) là một quận thuộc địa cấp thị Huệ Châu, là một huyện thuộc địa cấp thị Huệ Châu, tỉnh Quảng Đông, Cộng hòa Nhân dân Trung Hoa. Quận Huệ Thành nằm ở đông nam của Quảng Đông, là trung tâm hành chính, văn hóa, kinh tế và giao thông của Huệ Châu. Quận này có diện tích 1410 km², dân số năm 2002 là 920.000 người. Đến thời điểm ngày 9/5/2005, quận này được chia thành các đơn vị hành chính gồm 9 nhai đạo, 11 trấn.
- Nhai đạo biện sự xứ: Long Phong, Kiều Đông, Kiều Tây, Giang Nam, Giang Bắc, Huệu Hoàn, Hà Nam Ngạn, Trần Giang, Thủy Khẩu.
- Trấn: Nhữ Hồ, Tam Đống, Đồng Hồ, Đồng Kiều, Lịch Lâm, Mã An, Hoành Lịch, Ải Pha, Lư Châu, Đại Lam, Tiểu Kim Khẩu.